# Бухвостов, Николай Михайлович
Никола́й Миха́йлович Бухво́стов (2 (14) мая 1857, Незнаниха, Псковская губерния — 14 (27) мая 1905, Цусимский пролив) — русский морской офицер, капитан 1-го ранга, герой Цусимского сражения.
Родился в семье надворного советника, новоржевского исправника. Потомок «первого русского солдата» Сергея Леонтьева Бухвостова (1659—1728) — стряпчего, в 1683 году первым записавшегося в потешный Преображенский полк Петра Великого.

## Биография
Николай Михайлович Бухвостов родился 2 мая 1857 г. в усадьбе Незнаниха Новоржевского уезда Псковской губернии в семье капитан-лейтенанта Михаила Васильевича Бухвостова.
- 12 сентября 1873 — Принят в Морской корпус воспитанником.
- 1 мая 1874 — Принят на действительную военную службу.
- 30 апреля 1877 — Гардемарин.
- 20 мая 1877 — Причислен к 4-му флотскому экипажу.
- 20 августа 1878 — Мичман.
- 30 ноября 1878 — Прикомандирован к Гвардейскому флотскому экипажу.
- 26 ноября 1879 — Переведён в Гвардейский флотский экипаж.
- 13 марта 1880 — Командир миноноски «Палтус».
- 27 марта 1881 — Командир миноноски «Канарейка».
- 1 января 1883 — Лейтенант.
- 10 августа 1886 — Временный член суда Гвардейского флотского экипажа.
- 15 августа — 1 сентября 1886 — Командир миноноски «Тетерев».
- 21 апреля 1891 — Командир сводной роты корвета «Рында».
- 23 апреля 1892 — Командир сводной роты корвета «Рында».
- 3 мая 1892 — Командир сводной роты нижних чинов в Кронштадте.
- 23 января — 23 мая 1894 — Врид командира 1-й машинной роты.
- 18 февраля 1894 — Старший офицер яхты «Стрела» Его Императорского Величества.
- 24 сентября 1894 — 8 февраля 1897 — Старший офицер корвета «Рында».
- 6 декабря 1894 — Капитан 2-го ранга.
- 20 сентября 1896 — Член комиссии по приёму новобранцев на Балтийский флот.
- 21 февраля — 9 июня 1897 — В командировке на Черноморско-Азовское побережье для участия в борьбе с распространением эпидемии чумы.
- 17 июня — 15 августа 1897 — Командирован в распоряжение принца Ольденбургского в порты Чёрного моря.
- 6 декабря 1897 — Командир парохода «Онега».
- 4 февраля — 12 марта 1896 — В командировке по побережью Чёрного моря для проверки инвентарного имущества карантинных учреждений и наблюдательных станций.

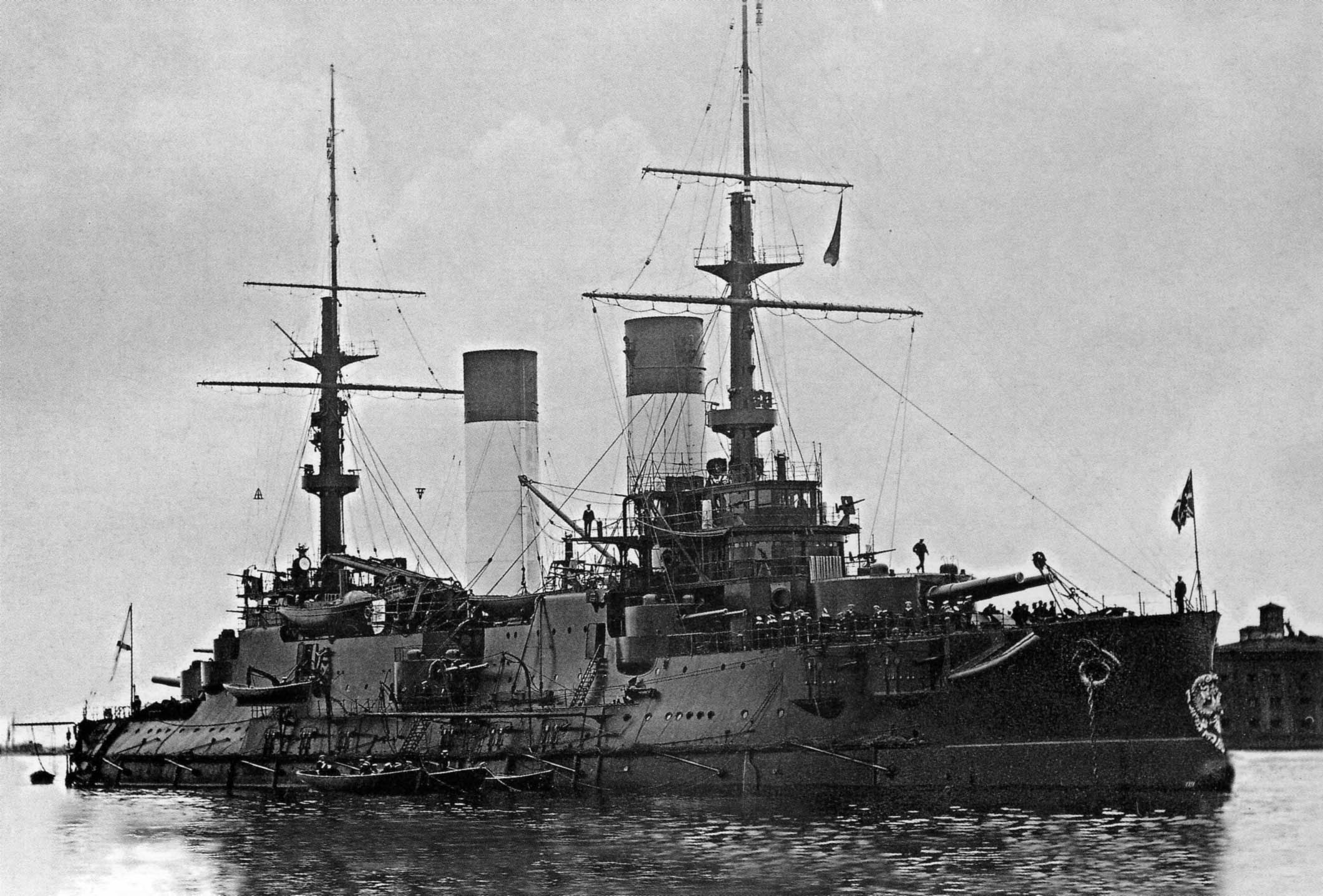
Броненосец «Император Александр III»

- 15 декабря 1898 — 7 декабря 1902 — Командир крейсера 2-го ранга «Рында».
- 12 сентября 1899 — Заведующий школой юнг Гвардейского флотского экипажа.
- 8 марта 1902 — Член комиссии под председательством контр-адмирала А. Н. Паренаго по проведению сравнительных испытаний качества пеньковых тросов, выдаваемых пеньковыми заводами Нева и Гота.
- 4 декабря 1902 — Командирован в Сайгон для вступления в командование крейсером «Адмирал Нахимов».
- 6 декабря 1902 — Капитан 1-го ранга.
- 17 января — 8 сентября 1903 — Командир крейсера «Адмирал Нахимов».
- 22 мая 1903 — Член комиссии под председательством контр-адмирала К. П. Никонова для производства испытаний эскадренного броненосца «Император Александр III».
- 18 сентября 1903 — Командир броненосца «Император Александр III».

Перед уходом 2-й Тихоокеанской эскадры из Кронштадтской гавани произнёс пророческие слова: «Мы все умрём, но не сдадимся». В ходе Цусимского сражения броненосец «Император Александр III» погиб. Из 867 членов экипажа не спасся ни один человек.

## Отличия
- Денежная награда в 140 рублей (1.1.1882)
- Золотой перстень с драгоценными камнями за салют в Петергофе в день рождения Её Императорского Высочества Великой княгини Ольги Александровны (1.6.1882)
- Прусский орден Красного орла IV степени (25.7.1888)
- Орден Святого Станислава III степени (1.1.1889)
- Французский орден Почётного легиона кавалерского креста (22.11.1893)
- Орден Святой Анны III степени (1.1.1894)
- Мекленбург-Шверинский орден Вендской короны IV степени (25.8.1894)
- Серебряная медаль «В память царствования императора Александра III» (2.3.1896)
- Орден Святого Станислава II степени (3.1.1898) — «за полезные труды в Высочайше учрежденной комиссии о предупреждении занесения в Империю чумной заразы и о борьбе с ней»
- Орден Святой Анны II степени (6.12.1902)
- Португальский орден Бенедикта Ависского (Авишского) командорского креста (29.11.1903)
- Орден Святого Владимира IV степени (27.12.1903) за 25 проведённых кампаний в офицерских чинах

## Комментарии
1. ↑  Усадьба Незнаниха располагалась к северо-западу от деревни Пришвино[1]; не сохранилась, ныне — территория Новоржевской волости в Новоржевском районе Псковской области[2].